# Faktor VIII
Faktor VIII je plazmatický glykoprotein a koagulační faktor o molekulové hmotnosti 330 kDa. Patří mezi neenzymatické koagulační kofaktory, stejně jako FV. Je také označován jako antihemofilický faktor A. Patří mezi pozitivní reaktanty akutní fáze zánětu.

## Fyziologie
Syntéza faktoru probíhá především v játrech (méně ve slezině, slinivce, ledvinách a ve svalové tkáni).
Jde o glykoprotein tvořený ze dvou nekovalentně spojených řetězců (heterodimer): těžkého (složeného z domén A1-A2-B) a lehkého (A3-C1-C2 domény). Pro stabilitu heterodimeru jsou důležité Ca2+ a Cu2+ ionty.

V plazmě koluje vázaný nekovalentní vazbou na Von Willebrandův faktor (vWF) v poměru 1:1.
Z této vazby se FVIII uvolní při kontaktu s negativně nabitými fosfolipidovými povrchy. Na molekule FVIII se tak zpřístupní vazebné místo pro fosfolipidy, které je v komplexu s vWF skryté.
Volný faktor VIII je aktivován na FVIIIa působením trombinu (faktor IIa) nebo faktoru Xa.
FVIIIa je složený z podjednotek A1, A2 a A3-C1-C2.
Faktor VIIIa poté tvoří komplex (vnitřní tenáza) s faktorem IXa, membránovými fosfolipidy a Ca2+, který aktivuje faktor X na faktor Xa. Faktor VIII má v komplexu funkci kofaktoru – až 10000x urychluje aktivaci faktoru X.
Činnost komplexu vnitřní tenáza je regulována. Komplex je inaktivován vyřazením kofaktoru VIIIa (disociace podjednotky A1) a také řízenou proteolýzou, kterou zajišťuje aktivovaný protein C spolu s proteinem S a membránovými fosfolipidy.

## Biologický poločas
Biologický poločas FVIII ve vazbě na VWF je 8 až 12 hodin.
Biologický poločas volného faktoru VIII je 1 až 2 hodiny.

## Genetika
Gen F8 pro jeho syntézu je na chromozómu X (Xq28)

.
Defekty tohoto genu vedou ke krvácivému onemocnění hemofilii A – recesivní koagulační porucha vázaná na pohlavní chromozóm X.

## Onemocnění
Pro správný průběh hemokoagulace je třeba, aby aktivita FVIII byla nejméně 20 až 30 %, pokles pod tuto hladinu již vede k zpomalení hemokoagulace. K zábraně spontánního krvácení je nutná hladina vyšší než 1 %.

Zvýšení hladiny FVIII nad 150 % bez souvislosti se zánětem se objevuje asi u 10 % populace.Je provázeno zvýšeným rizikem vzniku trombózy. Hladina FVIII také závisí na skupinovém systému AB0. Jedinci s krevní skupinou 0 mají nižší hladiny FVIII.

## Terapeutické užití
Koncentrát FVIII (vyrobený z plazmy dárců nebo rekombinantní FVIII) se podává hemofilikům k obnovení normální srážlivosti krve.
Dříve bylo podání koncentrátu FVIII spojeno s vyšším rizikem přenosu infekce (hepatitida B, hepatitida C, HIV), než bylo zdokonaleno testování dárců na tyto infekce a vylepšeny purifikační metody při výrobě.
Problémem u pacientů, kteří pravidelně dostávají tento koncentrát, je tvorba protilátek proti faktoru VIII.

## Hemofilie
Porucha srážlivosti krve v důsledku chybění faktoru VIII se nazývá hemofilie A, někdy označovaná také jako klasická hemofilie. Jejím hlavním projevem je krvácení a to buď nezvykle dlouhé po úrazech, operacích nebo například po vytrhnutí zubu nebo spontánní krvácení. To se objeví jako reakce na minimální úraz, nebo dokonce zcela bez zjevné příčiny. Spontánní krvácení obvykle vzniká jen u těžkých forem hemofilie.
Zatímco vnější krvácení po otevřených úrazech je jasně patrné, spontánní krvácení obvykle probíhá uvnitř těla. Nejčastěji se objevuje krvácení do kloubů (hlavně kolenních a hlezeních), ale může dojít i ke krvácení do svalů, do trávicího traktu nebo do měkkých tkání v okolí dýchacích cest. Spontánní krvácení do kloubu se projevuje silnou bolestí, otokem a omezením pohyblivosti v postiženém kloubu.
Mezi další možné příznaky a projevy hemofilie patří chudokrevnost, častá tvorba modřin, krvácení z nosu, krev v moči nebo ve stolici,
nitrolebeční krvácení (v současné době díky dobré péči velmi vzácné).